# 조선현호색
조선현호색은 양지바르고 습한 지역에 모여 자라는 여러해살이풀로 한국, 중국, 러시아 등지에 분포하며, 높이는 20cm 정도로 자란다. 잎은 깃 모양으로 2-3번 갈라지고, 뒷면이 흰색을 띤다. 붉은빛이 도는 옅은 자주색 꽃은 4-5월 무렵 가지 끝에 5-10송이씩 차례로 달린다. 원통형 꽃잎은 한쪽이 입술 모양으로 벌어지고 다른 한쪽은 꿀주머니가 되어 튀어나와 있다. 땅 속에 있는 지름 1cm 정도인 덩이줄기는 통증을 가라앉히고 혈액 순환을 도우므로 생리통, 산후출혈, 타박상, 허리·무릎이 아픈 증상 따위에 먹는다.

## 재배 및 관리
부식질이 풍부한 사질양토나 점질양토에서 잘 자란다. 양지식물로 노지에서 월동이 가능하다. 적당한 습기가 있는 곳에서 자생하므로 물을 충분히 준다. 6월에 채종한 종자를 바로 뿌리거나 덩이줄기를 나눠 번식시킨다.